# Astoria, Illinois
Astoria là một làng thuộc quận Fulton, tiểu bang Illinois, Hoa Kỳ. Năm 2010, dân số của làng này là 1141 người.

## Dân số
Dân số qua các năm:
- Năm 2000: 1193 người.
- Năm 2010: 1141 người.